# Mierzeja Łebska

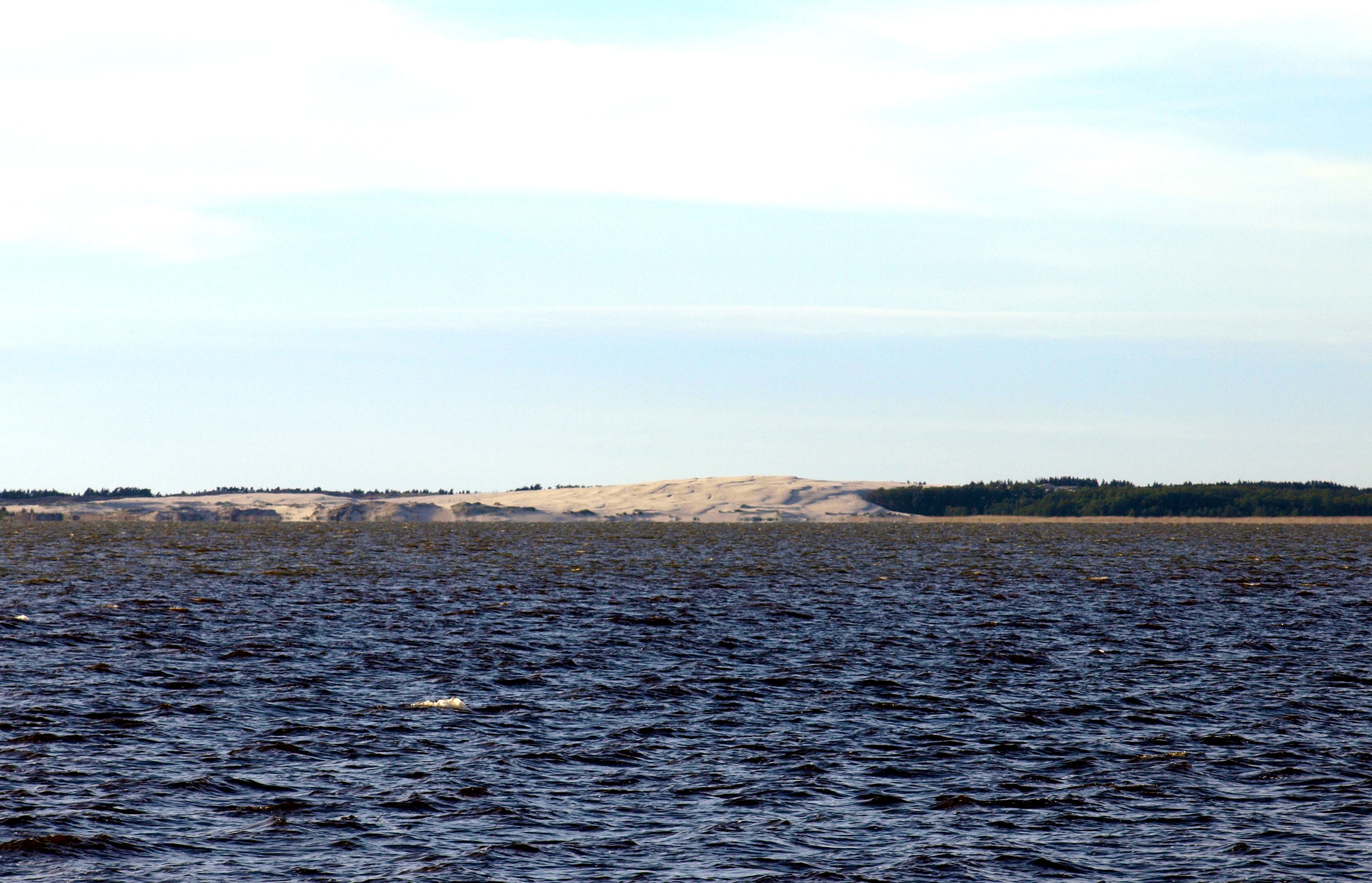
Mierzeja Łebska.

Mierzeja Łebska – wąski przesmyk lądowy o długości około 17 km. i szerokości 1-2 km oddzielający jezioro Łebsko od Bałtyku. Obszar mierzei jest objęty ochroną rezerwatu Mierzeja. Na wschodzie mierzeja przechodzi w Mierzeję Sarbską zaś na zachodzie w Mierzeję Gardnieńską. Cechą charakterystyczną mierzei są wysokie (dochodzące do 56 m. n.p.m.) wydmy (m.in. Łącka Góra, Biała Góra, Sowie Góry i Wydma Czołpińska). Znajdują się tu odsłaniane przez ruchome piaski wydmowe, fragmenty zabudowań dawnej Łeby i Boleńca. Podczas II wojny światowej obszar mierzei stał się niemieckim poligonem rakietowym, zaś w latach 60. obszarem testowania rakiet meteorologicznych przez polskich naukowców.